# رمي القرص في الألعاب الأولمبية الصيفية 2012 - رجال
أقيم نهائي رمي القرص رجال في الألعاب الأولمبية الصيفية 2012 يوم 7 أغسطس بالملعب الأولمبي بلندن
الحد الأدنى المؤهل للأولمبيات هو 65.00 م بالنسبة للحد (أ)، و 63.00 م بالنسبة للحد (ب)

## الرقم القياسي
الرقم القياسي العالمي و الأولمبي للفعالية قبل الألعاب الأولمبية :

## المتوجون بالميدالية
| الذهبية                | الفضية            | البرونزية          |
| روبيرت هارتينغ ألمانيا | إحسان حدادي إيران | غيرد كانتر إستونيا |

## وصلات خارجية
- الفعالية على موقع الألعاب الأولمبية 2012